# Na'akuto La'ab (église)
L'église de Na'akuto La'ab  (Nahakoueto-La-ab ou Naktala ou Naacateleb ou Naacutelab) est une église éthiopienne orthodoxe située à 4 km au sud-est de Lalibela, dans l’Amhara, en Éthiopie. 
C'est le roi Na'akueto La'ab, successeur du roi Gebre Mesqel Lalibela, qui fit construire cette église troglodyte.
C’est une église dite « église de caverne » construite sous un promontoire rocheux sur un site très ancien. L'église actuelle est de construction récente, en blocs de pierre rouge. La voûte rocheuse sert de toit.
Le trésor de l'église abrite encore aujourd'hui des manuscrits remarquablement enluminés, des icônes et de belles croix en argent de l'époque.

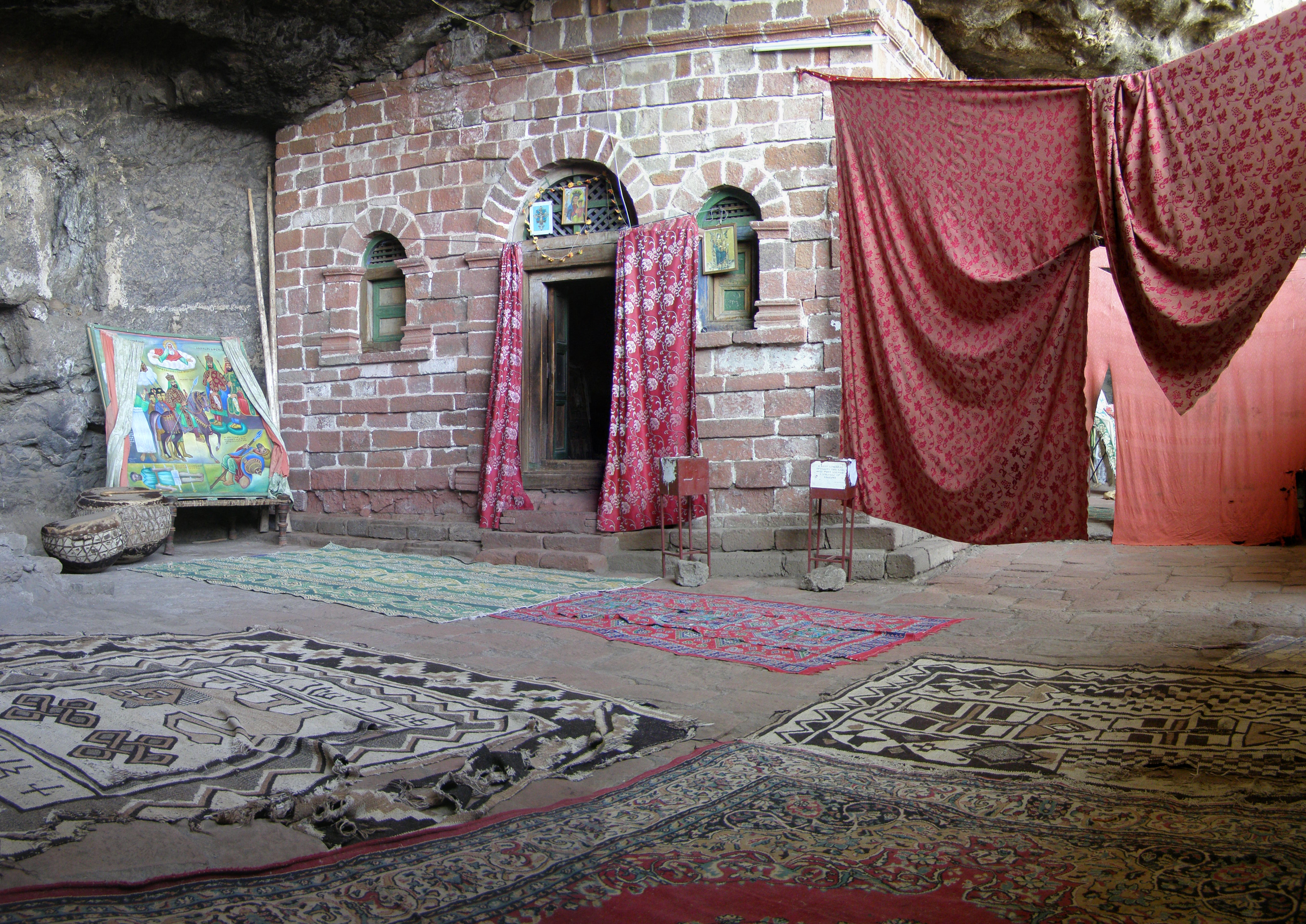
L'église proprement dite.